# 17959 Кеміеріксон
17959 Кеміеріксон (17959 Camierickson) — астероїд головного поясу, відкритий 10 травня 1999 року.
Тіссеранів параметр щодо Юпітера — 3,337.